# Jerzy Przystawa
Jerzy Andrzej Przystawa ps. „Andrzej Łaszcz, Józef Put, Czesław Odrowąż, A.Ł.” (ur. 29 kwietnia 1939 w Czortkowie, zm. 3 listopada 2012 we Wrocławiu) – polski naukowiec, fizyk, profesor dr hab., specjalista w zakresie kwantowej teorii ciała stałego, nauczyciel akademicki na Uniwersytecie Wrocławskim (były kierownik Zakładu Fizyki Fazy Skondensowanej i Teorii Wielu Ciał w Instytucie Fizyki Teoretycznej), autor publikacji z dziedziny fizyki, a także artykułów i książek o tematyce społeczno-politycznej, inicjator i organizator Ruchu Obywatelskiego na rzecz Jednomandatowych Okręgów Wyborczych.

## Życiorys

### Dzieciństwo i młodość
Urodził się w kwietniu 1939 roku w polskim Czortkowie, niedługo przed zawarciem paktu Ribbentrop-Mołotow i agresją ZSRR na Polskę (zob. historia Czortkowa). Po wojnie uczył się na Ziemiach Odzyskanych. Maturę uzyskał w I LO im. Stefana Żeromskiego w Jeleniej Górze w roku 1954, a następnie studiował na Wydziale Fizyki Uniwersytetu Wrocławskiego (UWr). Uczestniczył w studenckich manifestacjach, wiecach i strajkach przeciw polityce władz. Studia ukończył w roku 1962.

### Praca zawodowa
Przed ukończeniem studiów pracował jako nauczyciel fizyki w liceum w Jeleniej Górze (1960–1962) oraz jako kierownik laboratorium w Jeleniogórskiej Wytwórni Optycznej. Od roku 1962 był nauczycielem akademickim w Instytucie Fizyki Teoretycznej UWr. Stopień doktora otrzymał w roku 1968 na podstawie pracy nt. Kierunki magnetyzacji antyferromagnetyka Heisenberga (promotor Jan Rzewuski). Po doktoracie odbył staż naukowy w Międzynarodowym Centrum Fizyki Teoretycznej w Trieście. Habilitację uzyskał w roku 1976 na podstawie pracy pt. Termodynamiczna teoria przejść fazowych oraz jej zastosowanie do magnetycznych przemian fazowych w związkach uranu. Tytuł profesora nauk fizycznych został mu nadany w roku 1998. Od roku 2010 pracował w Narodowym Centrum Badań Jądrowych w Świerku. Prowadził również wykłady i badania naukowe w Cornell University (Ithaca, Nowy Jork), Stony Brook University (USA), Uniwersytecie Paryskim (Orsay), Uniwersytecie Dundee (UK), Uniwersytecie w Zagrzebiu, Chalmers University of Technology (Göteborg), Centrum Fizyki Teoretycznej (Triest), Uniwersytecie w Palermo, Zjednoczonym Instytucie Badań Jądrowych w Dubnej. Był kierownikiem i redaktorem czterech Zimowych Szkół Fizyki Teoretycznej w Karpaczu.

### Działalność polityczna
W roku 1956 – okresie silnych napięć społecznych (zob. m.in. Poznański Czerwiec) – Jerzy Przystawa uczestniczył w wiecach i manifestacjach wrocławskich studentów. W roku 1968, jako młody nauczyciel akademicki, brał udział w wydarzeniach marcowych. Do NSZZ „Solidarność” należał od września 1980 roku. Wkrótce został członkiem uczelnianej Komisji Zakładowej (KZ), a następnie – w roku 1981 – łącznikiem między KZ a Zarządem Regionu Dolny Śląsk.
Po wprowadzeniu stanu wojennego (13 grudnia 1981) uczestniczył w organizacji uczelnianego Komitetu Strajkowego. Został członkiem KS, a następnie również RKS „S” Dolny Śląsk (14–24 grudnia 1981) i Komitetu Obrony Solidarności (KOS) na Dolnym Śląsku. Po aresztowaniu 12 marca 1982 roku był przetrzymywany we wrocławskim areszcie śledczym, a następnie internowany w obozie odosobnienia w Nysie.
Po zwolnieniu z obozu 4 lipca 1982 roku kontynuował działalność opozycyjną. Pisał artykuły, publikowane pod pseudonimami Andrzej Łaszcz, Józef Put, Czesław Odrowąż, A.Ł. we wrocławskich wydawnictwach podziemnych, m.in. w założonej przez siebie – ze współpracownikami – Oficynie Niepokornych, wygłaszał odczyty w pomieszczeniach kościelnych i prywatnych mieszkaniach, uczestniczył w działaniach Duszpasterstwa Ludzi Pracy, Duszpasterstwa Akademickiego, Komitetu Pomocy Internowanym i ich Rodzinom. Był także współpracownikiem podziemnych pism „Obecność”, „Biuletyn Dolnośląski”, „Z dnia na dzień”, „Solidarność Walcząca” i „CDN”. W roku 1989 protestował przeciwko obradom Okrągłego Stołu (był członkiem Sekretariatu Krajowego tzw. Porozumienia Szczecińskiego). Uważał, że wynegocjowana w czasie rozmów struktura państwa oddala Polskę od demokracji bezpośredniej (m.in. nie gwarantuje obywatelom biernego prawa wyborczego, a rodzaj ordynacji wyborczej sprawia, że obywatel posiadający prawo czynne ma niewielki wpływ na wynik wyborów swoich przedstawicieli do parlamentu).
W roku 1990 wystąpił z Solidarności. W latach 1990–1998 był radnym Miasta Wrocław (rok 1990 – lista Wrocławskiego Klubu Politycznego „Wolni i Solidarni”, rok 1994 – lista Komitetu Wyborczego „Przeciw Układom”). Od roku 1991 był żarliwie zaangażowany w organizację Ruchu Obywatelskiego na rzecz Jednomandatowych Okręgów Wyborczych (JOW). W tymże roku współorganizował Stowarzyszenie Inicjatyw Polsko-Niemieckich.
W czerwcu 1991, razem z prof. Mirosławem Dakowskim z Warszawy, wystąpił do Prokuratora Generalnego z powiadomieniem o tzw. „aferze FOZZ” w oparciu o materiały uzyskane od inspektora NIK, Michała Falzmanna. Po śmierci Falzmanna, wraz z M. Dakowskim, opublikował książkę Via bank i FOZZ, w której przedstawiono mechanizmy rabunku finansów publicznych. Przez kilkanaście lat był nękany nieskutecznymi, lecz dotkliwymi procesami sądowymi wytoczonymi przez osoby zamieszane w aferę FOZZ, nawet jeśli chodziło o aferzystów finansowych, którzy uciekli za granicę.
W wyborach parlamentarnych w 1997 bez powodzenia ubiegał się o mandat senatora z ramienia Ruchu Odbudowy Polski w okręgu wrocławskim (uzyskał 48 935 głosów i zajął szóste miejsce spośród dziesięciu kandydatów).
Ideę JOW nieustannie propagował, m.in. na swoim blogu Sposób w Salon24.pl. W marcu 2012 roku zamieścił tam np. tekst pt. „Plan dla Polski: Jednomandatowe Okręgi Wyborcze” (treść wystąpienia na Kongresie Protestu w Warszawie), którego fragment wyróżnił pogrubioną czcionką:

Aby przeciwstawić się planom globalnym, aby uzyskać podmiotowość Polski i Polaków w europejskich i światowych rozgrywkach, konieczna jest idea jednocząca, ponad wszelkimi interesami partykularnymi poszczególnych grup społecznych, idea, która jest do przyjęcia i akceptacji dla wszystkich, idea, która nikogo nie antagonizuje, ale której realizacja wychodzi naprzeciw słusznym oczekiwaniom społecznym. Naturalnie, ta idea musi mieć w sobie potencjał dający nadzieję na zrealizowanie tego ambitnego, antyglobalistycznego zamiaru: przywrócenia Polsce miejsca podmiotowego w polityce międzynarodowej.

W dalszej części wystąpienia mówił m.in.:

Dlaczego JOW jest rozwiązaniem??? Ponieważ, jak wykazała praktyka ostatniego roku, w systemie JOW (System Westminsterski) poseł zależy bardziej od wyborcy niż od szefa państwa, a więc Społeczny Rozdział Budżetu Państwa ma charakter bardzo racjonalny, tzn. osłania się interes grup najuboższych poprzez podnoszenie stopy wolnej od podatku, obniżanie podatków dla małych biznesów, nakładaniem wyższych podatków na kopalnie, państwo zajmuje się wypłatą minimalnej emerytury socjalnej równej dla wszystkich, a nie mega-emerytur dla wojska, policji i sadownictwa.

W końcu lipca 2012 (3 miesiące przed śmiercią) nadal apelował o kontynuację starań o zmianę ordynacji wyborczej, która w obecnej formie wypacza funkcjonowanie polskiej demokracji.

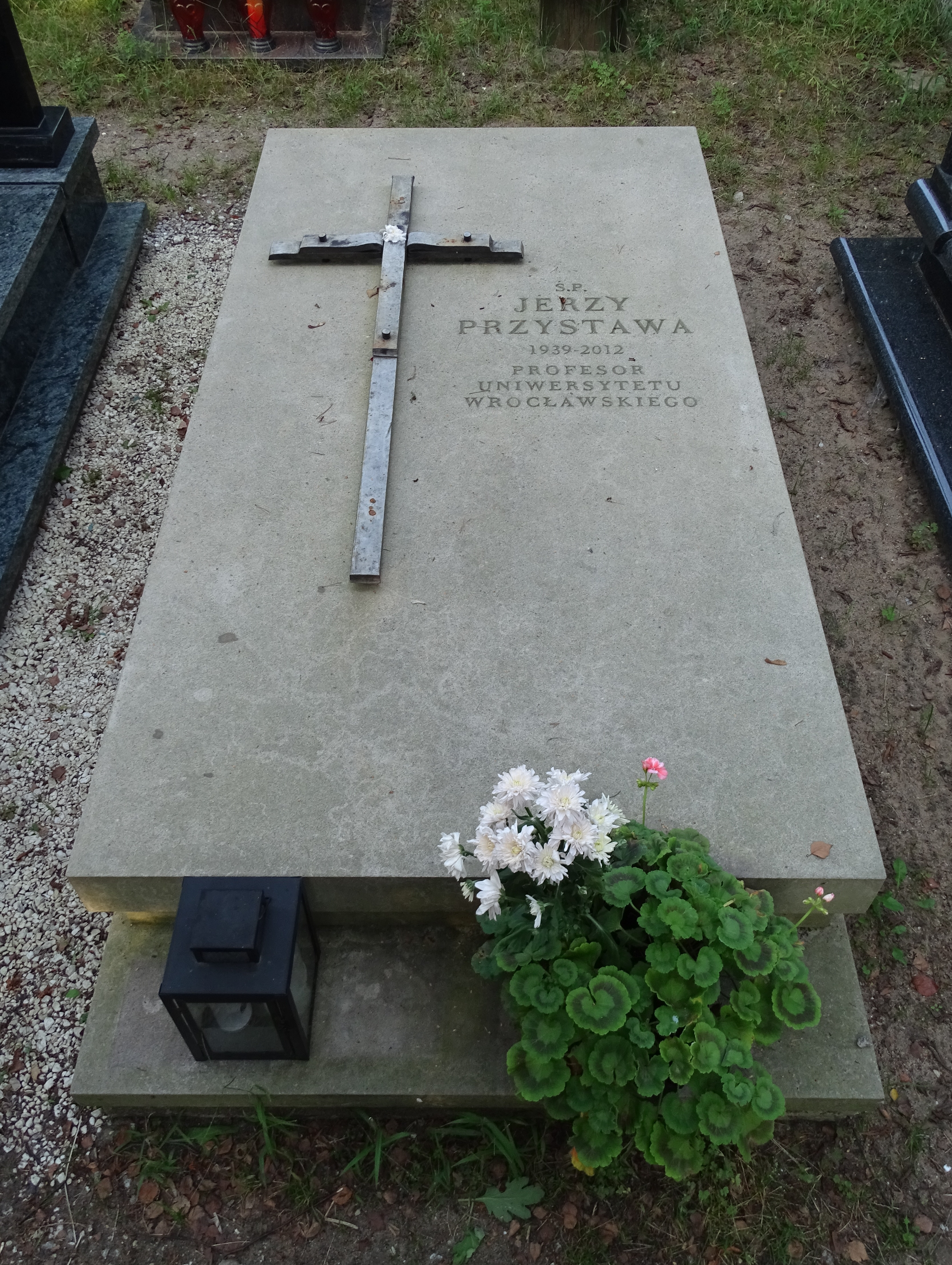
Grób Jerzego Przystawy na Cmentarzu Świętej Rodziny we Wrocławiu, sektor 5, rząd 22, grób 1926

Został pochowany na Cmentarzu Świętej Rodziny przy ul. Smętnej we Wrocławiu (sektor 5, rząd 22, grób 1926).

## Ważniejsze publikacje

### Autorstwo i współautorstwo
- Via bank i FOZZ: o rabunku finansów Polski (współautor Mirosław Dakowski), Komorów: „Antyk”, 1992 ISBN 83-86482-11-7.
- Otwarta księga. O jednomandatowe okręgi wyborcze Wyd. 4. (red. wspólnie z Romualdem Lazarowiczem), Wrocław: „Spes”, 1999
- Jednomandatowo!: ordynacja wyborcza dla Polski (współautorzy Mirosław Dakowski, Romuald Lazarowicz), 1997.
- Trans Atlantic: felietony nowojorskie, Wrocław: „Spes”, 1999 ISBN 83-911421-2-4.
- Nauka jak niepodległość o sytuacji polskich nauczycieli, Wrocław: „Spes”, 1999 ISBN 83-911421-0-8.
- Konieczność nieuświadomiona, Kąty Wrocławskie: Wydawnictwo „Wektory”, cop. 2006, ISBN 83-60562-06-7.
- Odkryj smak fizyki, Warszawa: Wydawnictwo Naukowe PWN, 2011, ISBN 978-83-01-16805-6[26][27]; wyd. 2 zm. Warszawa: Wydawnictwo Naukowe PWN, 2013, ISBN 978-83-01-17274-9.

i inne, m.in. zebrane w Bibliotece Narodowej lub w serwisie Antysocjalistyczne Mazowsze.

### Tłumaczenia
- A. P. Cracknell, Magnetyzm kryształów: zastosowanie teorii grup symetrii kolorowej (z ang. tł. Jerzy Andrzej Przystawa, Andrzej Pękalski), Warszawa: PWN, 1982, ISBN 83-01-02519-0.
- Roger Penrose, Droga do rzeczywistości. Wyczerpujący przewodnik po prawach rządzących Wszechświatem (z ang. tł. Jerzy Przystawa), Warszawa: Prószyński i s-ka, 2006 ISBN 978-83-01-17274-9.
- N. David Mermin, Czas na czas: klucz do teorii Einsteina (z ang. przeł. Jerzy Przystawa), Warszawa: Prószyński i S-ka, 2008, ISBN 978-83-7469-862-7.

## Odznaczenia i upamiętnienie
Jerzy Przystawa nie przyjął żadnego z przyznawanych mu odznaczeń, trzykrotnie nie przyjął też tytułu profesora, starając się wywołać szerszą dyskusję na temat złego stanu polskiej nauki i sytuacji nauczycieli.
Pozostał w pamięci wielu Polaków, o czym świadczą m.in. słowa nekrologu:

Jerzy Przystawa był wzorem postaw obywatelskich dla wszystkich Polek i Polaków. Był bowiem wielkim patriotą i rzecznikiem nas wszystkich. Dobrze i owocnie wpisał się do powikłanej i bolesnej historii naszego narodu, a pamięć o Nim i Jego słowa pomogą nam zachować rozwagę, nadzieję i mądrość w XXI wieku. Polska przestrzeń patriotyczna i naukowa straciła wybitnego uczestnika i nieustraszonego mentora.